# عمران (اسم)
عمران هو اسم علم مذكر من أصل عربي، ومعناه هو البنيان ما يعمر به البلد يقال عمر المنزل بأهله كان مسكونًا، وعمر المنزل سكنه، وعمر الرجل بيته لزمه، إن هذه المعاني على أساس ضم العين، وهو الاسم المتداول، ويختلف المعنى ب الكسر والفتحو الاسم ممنوع من الصرف لانتهائه بألف ونون زائدتين، وعمران بن حطان (ت 84هـ) خطيب وشاعر من الخوارج.

## الاسم عبر التاريخ
ورد اسم عمران في نقش باللهجة الصفائية عثر عليه شمال المملكة العربية السعودية حيث كانت صيغة النقش كالتالي:
ل ه س ل م ب ن  ع م ر ن  ب ن  خ ي ل  ب ن خ م ر ت  و د ث أ

وصياغتها بالعربية: بواسطة السالم بن عمران بن خيل بن خمرت و(الذي) ربَّع، وتعني ربَّع من الربيع والمطر.

## شخصيات تحمل الاسم
- عمران بن حصين ( – 673)
- عمران خان (لاعب كريكيت سابق وسياسي باكستاني، 6 أكتوبر 1952 – )
- عمران خان (28 مايو 1984 – )
- عمران خان (ممثل هندي، 13 يناير 1983 – )
- عمران دقنيش (طفل سوري، 2011 – )
- عمران طاهر (لاعب كركيت جنوب أفريقي، 27 مارس 1979 – )
- عمران عباس (15 أكتوبر 1982 – )
- عمران نزار حسين (1942 – )
- عمران نظير (لاعب كركيت باكستاني، 16 ديسمبر 1981 – )
- عمران هاشمي (ممثل هندي، 24 مارس 1979[4] – )

## وصلات خارجية
- موسوعة السلطان قابوس لأسماء العرب نسخة محفوظة 5 أبريل 2019 على موقع واي باك مشين.